# Закон о гарантиях
Закон о гарантиях, иногда также называемый Законом о папских гарантиях (итал. Legge delle Guarentigie) — закон, принятый сенатом и палатой итальянского парламента 13 мая 1871 года о прерогативах Святого Престола и отношениях между государством и церковью в Королевстве Италия. Он гарантировал суверенные прерогативы римскому понтифику, лишённому территории папского государства. Папы отказались принять закон, поскольку он был принят иностранным правительством и, следовательно, мог быть отменён по желанию, в результате чего папы не имели полного права на суверенный статус. В ответ папы объявили себя узниками Ватикана. Последующий за этим римский вопрос не был решен до Латеранских соглашений 1929 года.

## Истоки закона
Какое-то время самым серьёзным вопросом, стоявшим перед Италией после 1870 года, была враждебность между церковью и государством. Итальянское правительство, заявившее, что оно вторглось в Рим, чтобы защитить личность Святого Отца и которое в самом акте вторжения на папскую территорию заверило народ, что независимость Святого Престола останется неприкосновенной, чувствовало себя обязанным законным и торжественным образом обеспечить выполнение своего вышеупомянутого намерения. Не меньше она была обязана своим католическим подданным и католикам всего мира. Два пути были открыты для неё, чтобы выполнить своё обещание. Италия могла бы созвать международный конгресс всех наций с очень большим католическим населением или могла бы принять внутриитальянский закон.
В вышеупомянутом циркуляре министра Висконти-Веноста, обращенном ко всем властям, намекалось на первый вариант. Но безразличие католических правительств к событиям, закончившимся оккупацией Рима, положило конец всем мыслям о консультациях с ними; и поэтому был принят внутренний закон. Однако перед его принятием Папа Пий IX в письме своего кардинала-викария от 2 марта 1871 года протестовал против закона, «в котором, — сказал он, — было нелегко решить, абсурд, хитрость или презрение сыграло самую большую роль».

## Положения

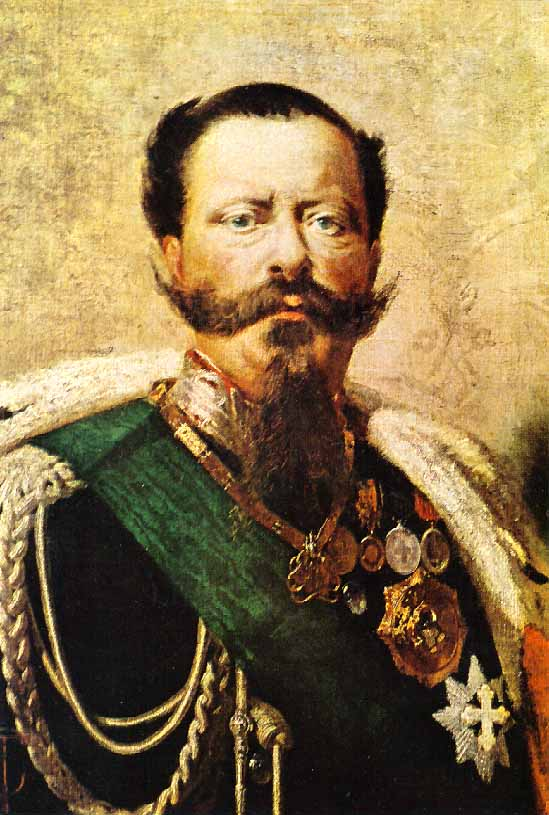
Виктор Эммануил II, первый король объединённой Италии

Парламент принял в 1871 году знаменитый Закон о папских гарантиях, в котором предлагалось решить вопрос о принципе Кавура о свободной церкви в свободном государстве. Папа был объявлен независимым сувереном и, как таковой, имел право принимать и отправлять послов и вести дипломатические дела без какого-либо вмешательства со стороны итальянского правительства. Однако его территория ограничивалась районом Рима, известным как «Леонинский город», над которым развевался папский флаг и в который ни один итальянский офицер не мог войти без разрешения папских властей. Дворцы, церкви, музеи, офисы, виллы и сады в городе Леонин должны были быть освобождены от налогов, а папское правительство должно было бесплатно пользоваться итальянскими железными дорогами, почтой и телеграфом. Церкви была гарантирована полная свобода самоуправления, а прежнее вмешательство государства в церковные дела было объявлено прекращенным.
Основные положения закона можно свести к следующему:
- личность папы священна и неприкосновенна[4];
- оскорбление или оскорбление папы следует рассматривать наравне с оскорблением или оскорблением личности короля; обсуждение религиозных вопросов должно быть абсолютно свободным[4];
- королевские почести, воздаваемые папе; что он имеет право на обычную охрану[4];
- в качестве возмещения за потерю своих владений, в качестве ежегодной суммы на неограниченный срок, папе выплачивалось[3] 225 000 лир[note 3] для покрытия всех нужд Святого Престола (коллегии кардиналов, римских конгрегаций, посольств и т. д.) и содержание церковных зданий;
- Латеранский и Ватиканский дворцы, а также вилла Кастель-Гандольфо остаются в собственности папы римского; эти статьи гарантируют папе и всем, кто занимается духовным управлением Церковью, а также коллегии кардиналов, собравшихся на конклав, полную свободу общения с католическим миром, освобождают их от всякого вмешательства в их письма, бумаги и т. д.[4];
- духовенство имеет свободу собраний;
- правительство отказаться от «апостольской миссии» на Сицилии и от права назначать в главные бенефиции, с оговоркой, однако, королевского покровительства; епископы не обязаны приносить присягу (верность) при назначении;
- экзекватура должна сохраняться только для крупных бенефиций (кроме Рима и пригородных кафедр) и для актов, влияющих на распоряжение церковной собственностью;
- в духовных вопросах не допускаются апелляции против церковной власти; гражданские суды, однако, должны быть компетентны выносить решения о юридических последствиях церковных приговоров. Будущим законом будет предусмотрено положение о реорганизации, сохранении и управлении всей церковной собственностью в королевстве.
- право на активное и пассивное представительство и иммунитет посланников, аккредитованных при Святом Престоле на территории Италии[4].

## Папский ответ

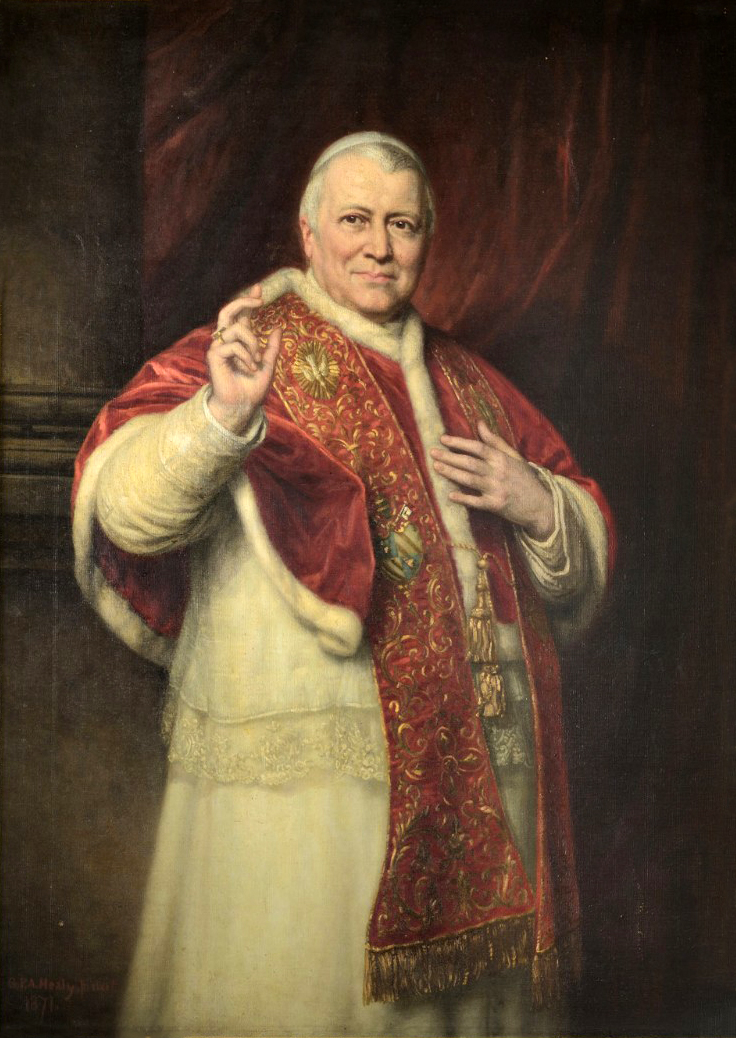
Папа Пий IX

Папы отказались признать свершившийся факт, который поддерживался Законом о гарантиях и в принципе отказались признать за итальянским правительством какое-либо право предоставлять им прерогативы или издавать для них законы вплоть до разрешения римского вопроса в 1929 году.
Пий IX с негодованием отказался принять условия «субальпийского» правительства, как он называл дом Савойи, которого он считал грабителем «божьего наместника». Парламент регулярно голосовал за ренту с 1871 года и далее, но папы никогда не принимали её, потому что принять её означало бы признать Королевство Италия законным правительством, чего не хотел делать ни один папа с 1871 по 1929 год. Пий IX заперся в своём крошечном владении и отказывался покидать его ни при каких обстоятельствах, считая себя «узником Ватикана»; его преемники до 1929 года следовали этой политике и никогда не ступали за пределы Ватикана после того, как были избраны папой.
В самом деле, каждая из «уступок» несла с собой особый сервитут, а последующие события показали, что они не предназначались для серьёзного соблюдения. В последующей энциклике от 15 мая папа заявил, что никакие гарантии не могут обеспечить ему свободу и независимость, необходимые для осуществления его власти и власти. Он возобновил этот протест на консистории 27 октября. И само собой разумеется, что закон, принятый двумя палатами парламента, мог бы с одинаковой легкостью быть отменен ими по своему желанию. Действительно, отмена Закона о гарантиях всегда была частью программы «левой» партии в итальянском парламенте. Более того, Пий IX не желал формально принимать договоренности, касающиеся отношений церкви и государства, особенно экзекватуры и управления церковной собственностью. Более того, если, как он надеялся, оккупация Рима должна была быть лишь временной, то принятие этого закона казалось бесполезным. Несомненно также, что такое принятие с его стороны было бы истолковано как по крайней мере молчаливое признание свершившихся фактов, как отказ от светской власти и имущества, отнятого у Святого Престола (например, Квиринальского дворца). Отказ от «апостольской миссии» на Сицилии, которая на протяжении восьми столетий была яблоком раздора между Святым Престолом и Сицилийским королевством, и пожертвование, дарованное папе, действительно были лишь незначительной компенсацией за все, что было отнято у его. Следовательно, ни Пий IX, ни его преемники никогда не прикасались к вышеупомянутому ежегодному пожертвованию, предпочитая полагаться на пожертвования верующих всего католического мира. Можно добавить, что облечение было недостаточным для удовлетворения нужд Церкви и не могло увеличиться при их умножении.

### Non expedit
Non expedit (латинское: «Это нецелесообразно») — такими словами Святой Престол предписывал итальянским католикам политику воздержания от участия в голосовании на парламентских выборах. Энциклика также запрещала итальянским католикам занимать должности под короной Италии. Эта политика была принята после периода неопределенности и споров, который последовал за обнародованием Конституции Королевства Италии (1861 год) и который был усилен законами, враждебными церкви и особенно религиозным орденам (1865—1866 годы) Этой неопределенности Святая Пенитенциарная палата положила конец своим декретом от 29 февраля 1868 года, в котором, в приведённых выше словах, она санкционировала девиз «Ни выборщик, ни избранный». До этого в итальянском парламенте было несколько выдающихся представителей католических интересов — Вито д’Ондес Реджо, Аугусто Конти, Чезаре Канту и другие. Главным мотивом этого декрета было то, что присяга депутатов может быть истолкована как одобрение ограбления Святого Престола, как заявил Пий IX на аудиенции 11 октября 1874 года. Практическая причина этого заключалась также в том, что ввиду тогдашнего закона о выборах, согласно которому число избирателей было сокращено до 650 000, и поскольку правительство манипулировало выборами в своих целях, было бы безнадежно пытаться предотвратить принятие антикатолических законов. С другой стороны, массы казались неподготовленными к парламентскому правлению, а так как в большей части Италии (Парма, Модена, Тоскана, Папская область и Неаполитанское королевство) почти все искренние католики были сторонниками обездоленных князей. их можно было объявить врагами Италии; они также были бы в разногласиях с католиками Пьемонта и провинций, отторгнутых от Австрии, и это разделение ещё больше ослабило бы католическую парламентскую группу.
Как и следовало ожидать, эта мера не встретила всеобщего одобрения; так называемые умеренные обвинили католиков в невыполнении своего долга перед обществом и своей страной. В 1882 году, когда избирательное право было расширено, Лев XIII серьёзно задумался о частичной отмене ограничений, установленных Non Expedit, но фактически ничего не было сделано. Наоборот, поскольку многие люди пришли к выводу, что декрет Non Expedit не был задуман как абсолютный, а был лишь предостережением, сделанным для применения в одном конкретном случае, Святая канцелярия объявила (30 декабря 1886 года), что правило рассматриваемый вопрос подразумевал серьёзную заповедь, и этому факту неоднократно подчеркивалось в последующих случаях (Письмо Льва XIII кардиналу-статс-секретарю от 14 мая 1895 года; Конгрегация по чрезвычайным делам от 27 января 1902 года; Пий X, Motu proprio от 18 декабря 1903 года). Позже Пий X в своей энциклике «Il fermo proposito» (11 июня 1905 года) изменил Non Expedit, заявив, что, когда возникает вопрос о предотвращении избрания «подрывного» кандидата, епископы могут просить о приостановлении полномочий на право, и предложить католикам быть готовыми идти на выборы.

## Правовой статус Святого Престола в соответствии с Законом о гарантиях
Время от времени между авторами международного права и итальянского церковного законодательства возникали споры по различным вопросам, связанным с этим законом: является ли в глазах итальянского правительства папа сувереном, пользуется ли он привилегией экстерриториальности (прямо не признаваемой за ним, хотя предоставляется иностранным посольствам при Святом Престоле) и т. д. Что касается Святого Престола, эти споры не имели никакого значения; она никогда не переставала отстаивать свой суверенный статус и соответствующие права.
Некоторые авторы рассматривали Закон о гарантиях как составляющую правосубъектности Святого Престола после 1870 года, придающую правосубъектность, подлежащую односторонней отмене Королевством Италия. Другие авторы рассматривали Закон о гарантиях как декларативный инструмент существующего суверенитета Святого Престола.

### Гражданские последствия в итальянском праве
Возник вопрос, будет ли этот нетронутый дар конфисковываться итальянским казначейством в конце каждых пяти лет, как это обычно бывает с другими государственными долгами Королевства Италии. Civiltà Cattolica утверждала, что его нельзя конфисковать, но итальянские суды давно решили по-другому, когда отклонили иски наследников Пия IX на том основании, что, не приняв пожертвование, он никогда не вступал во владение им. Зачем тогда его конфисковывать? Пий IX прямо отверг этот доход 13 ноября 1872 года.

## Разрешение римского вопроса

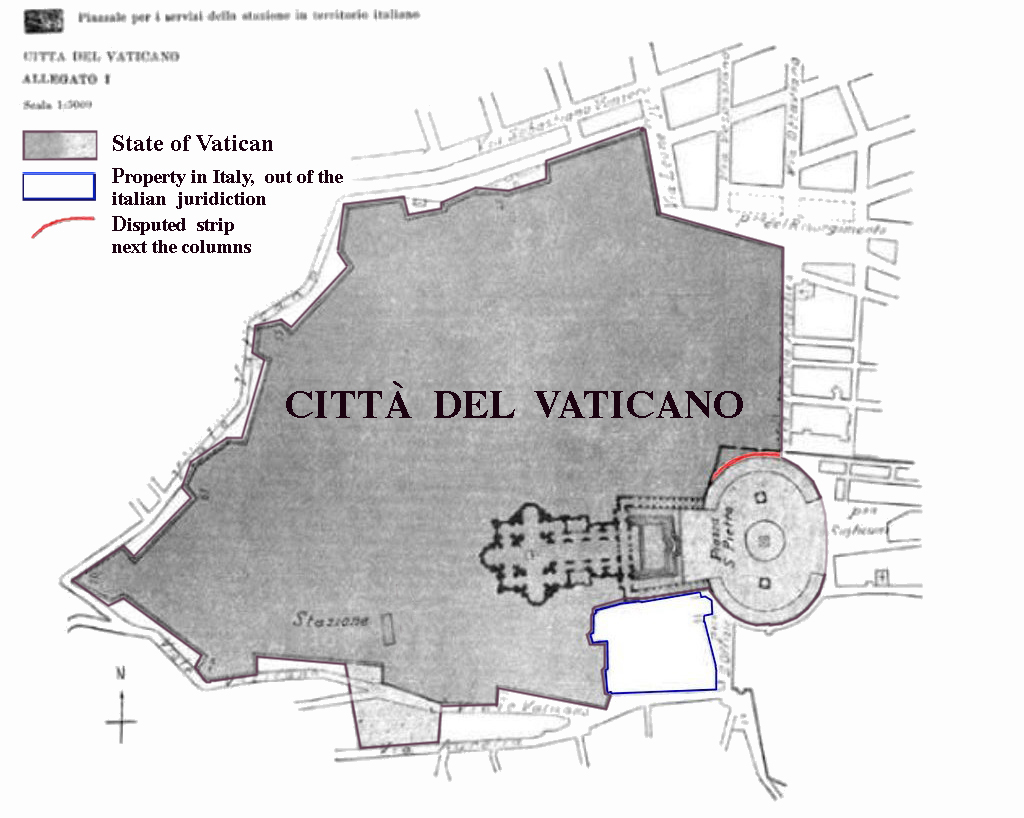
Территория города-государства Ватикан, созданная Латеранскими соглашениями.

После того, как папа отверг Закон о гарантиях, папы добровольно объявили себя «узниками Ватикана» в знак дипломатического протеста против претензий Королевства Италии к Папской области. Папы отказались покинуть Ватикан. Поначалу ситуация была смущающей и даже опасной для итальянцев, которые опасались, что Франция или Австрия могут встать на защиту папы и вынудить их эвакуировать Рим. Но поражение этих двух католических наций Пруссией и особенно установление антиклерикальной республики во Франции сделали такое событие маловероятным, а «Ватиканский узник» стал вежливой фикцией. Со временем началось сближение Ватикана и Квиринала, хотя теоретически преемники Пия IX продолжали выступать за восстановление своей светской власти. Ситуация была окончательно разрешена в 1929 году Латеранскими пактами, которые создали государство Ватикан как независимое суверенное государство, чтобы гарантировать политическую и юридическую независимость папы от итальянского правительства. Существует договор, а также конкордат, которые вместе образуют юридическое целое.

## Наследие
Хотя в принципе папы отказались принять Закон о гарантиях, на практике они молчаливо приняли некоторые его положения. Они позволили духовенству получать доходы от итальянского государства, полученные от их бенефициаров. Папы начали назначать всех итальянских епископов. Раньше различные итальянские гражданские власти имели право представления, но Закон о гарантиях вернул право на бесплатную передачу папе. Поскольку на итальянских территориях было больше епископств, чем в любой другой части христианского мира, к 1870 году Виктор Эммануил имел право представить для назначения 237 епископов, больше, чем любой другой король в христианской истории. Такие огромные полномочия по назначению теперь будут осуществляться непосредственно папами, что изменило отношения между папством и итальянским епископатом и изменило взгляды на то, кто должен назначать епископов в целом. Новым и растущим предположением было то, что Папа должен был напрямую назначать епископов. Потеря светской власти значительно усилила папский контроль над церковью в Италии.

## Комментарии
1. ↑  Visconti-Venosta, circular of 7 September, 1870; the autograph letter of Victor Emanuel to Pius IX, dated 29 Aug., received 10 Sept.; again the king’s answer to the Roman deputation which brought him the result of the plebiscite
2. ↑  Прокламация генерала Кадорны в Терни, 11 сентября.
3. ↑  In 1913, roughly US$622,425 or GB£127,933 (cf. Catholic Encyclopedia). In 1921, roughly US$645,000 (cf. Schapiro, Modern History, pg. 447).
4. ↑  Ватикан — дворец папы, а Квиринал — дворец короля, но они используются в переносном смысле для обозначения папства и итальянского правительства соответственно. (см. Schapiro, Modern History, p. 447 footnote 1 & p. 448 footnote 1).